# Ski Alpin

Ski Alpin

Beim alpinen Skirennen (kurz: Ski Alpin) befahren die Rennläufer einen durch Tore abgesteckten Kurs auf einer Skipiste. Ski alpin (auch Skifahren oder Skiabfahrtslauf genannt) ist neben Skilanglauf, Skispringen, Nordischer Kombination, Freestyle-Skiing und Snowboard eine olympische Skidisziplin. Die Abfahrten kombinieren Geschwindigkeit und perfekte Ski- und Körperbeherrschung bei vorausschauendem Fahren.
Die Wertung erfolgt durch Zeitmessung der Fahrt des einzelnen Rennläufers, bei der alle von Experten zuvor abgesteckten Hindernisse (Tore) vom Start bis ins Ziel korrekt durchfahren werden müssen. Wettkämpfe werden in acht verschiedenen Wettbewerben ausgetragen, die sich nach Kurssetzung, Toranzahl und -abstand, Streckenlänge, Höhenunterschied und Wertungsmodus unterscheiden. Typische Wettbewerbe sind Abfahrt, Super-G, Riesenslalom, Slalom und Alpine Kombination.

## Geschichte
Ski gibt es in einigen kälteren Ländern bereits seit etwa 10.000 Jahren. Als Sport etablierte sich Ski Alpin im 19. Jahrhundert, olympisch wurde es im 20. Jahrhundert: Bei den Olympischen Winterspielen in Garmisch-Partenkirchen gab es 1936 eine alpine Kombination.
In Mitteleuropa fanden 1893 in Mürzzuschlag erste Wettbewerbe im Abfahrtslauf statt. Die damals verwendeten 3,40 m langen norwegischen Skier waren für steile Gebirgsabfahrten ungeeignet; das Anhalten gelang meist nur durch schwere Stürze.
Eine neue Technik, die den alpinen Skilauf (im Unterschied zum nordischen) erst ermöglichte, wurde nach 1890 von Mathias Zdarsky entwickelt, dies ging mit der Entwicklung einer neuen Bindungstechnik einher.
Abfahrtsläufe mit Hindernissen gingen um 1900 aus Prüfungen hervor, die Skilehrer in Wintersportorten von Alpenländern mit ihren Schützlingen veranstalteten.
Im Jahr 1911 organisierte Arnold Lunn eines der ersten längeren Abfahrtsrennen in Montana, Schweiz. Als Paten für den Roberts of Kandahar Challenge Cup konnte er Frederick Roberts, Earl of Kandahar gewinnen. Im darauffolgenden Jahr fand das Kandahar-Rennen in Mürren statt. Nach dem Ersten Weltkrieg wurde der Name 1928 vom Arlberg-Kandahar-Rennen aufgegriffen.
Bei den ersten Olympischen Winterspielen 1924 gab es nur 5 Sportarten, zu denen Skispringen und Nordische Kombination gehörten, aber noch keine Abfahrtsläufe. 1930 fanden in Mürren/Schweiz die ersten Weltmeisterschaften statt, die jedoch nicht offiziell anerkannt wurden. Am gleichen Ort gab es 1931 dann erste internationale Meisterschaften, an denen sich auch Frauen beteiligten. Die Namensfestlegung auf Ski Alpin erfolgte, weil in den Alpen die meisten Sportclubs entstanden und die meisten beständigen Abfahrtshänge vorhanden waren.
Nachdem Skiabfahrtslauf 1932 bei den Olympischen Winterspielen 1932 demonstriert worden war, erkannte die Internationalen Skiverband (FIS) die alpinen 1936 in Garmisch-Partenkirchen als olympische Sportart an. Zunächst kam die Alpine Kombination in das Programm; 1940 und 1944 entfiel die Veranstaltung aufgrund des Zweiten Weltkriegs. Danach gab es 1948 in St. Moritz wieder Alpine Wettbewerbe, nun auch Einzelwettbewerbe.
Nach dem Zweiten Weltkrieg präparierten Interessierte in den Bergen Österreichs und der Schweiz die ersten alpinen Skigebiete speziell zum Ski-Abfahren.
Das Abfahrtslaufen wurde mit dem Bau von Skilifts immer populärer, nicht nur bei Leistungssportlern, sondern auch bei Amateuren und Wintertouristen.
Einerseits um eine zusätzliche Speed-Disziplin anbieten zu können, andererseits um den Riesenslalom wieder zu einem engeren Verlauf der Tore und damit in eine mehr technisch orientierte Richtung zu lenken, fand Super G im Jahr 1982 in die Weltcup-Wettbewerbe Eingang, 1988 auch in die Olympischen Winterspiele.
Ab den Olympischen Winterspielen in Albertville 1992 wurde Freestyle-Skiing regelmäßiger Bestandteil der Weltwettkämpfe.
Olympische Winterspiele finden alle vier Jahre an wechselnden Orten statt. In einem Olympiajahr gibt es keine gesonderten Weltmeisterschaften, die Olympiasieger sind gleichzeitig Weltmeister dieser Wintersaison. Wenn in den Tabellen trotzdem gesonderte Weltmeister ausgewiesen sind, so liegt das daran, dass neue Disziplinen bis zur Aufnahme in das olympische Programm eine entsprechende Entwicklung durchlaufen haben.
Teilnehmen an internationalen Wettkämpfen können alle Sportler, die bei von der FIS gekennzeichneten Wettbewerben vorgegebene Qualifikationszeiten erreichen.

## Wettbewerbe

### Überblick
Es gibt acht vom Internationalen Skiverband (FIS) anerkannte alpine Wettbewerbe. Die Definition von Disziplinen und Wettbewerben im alpinen Ski-Rennsport ist inhomogen. Laut FIS ist eine Disziplin ein Zweig eines Sports und kann einen oder mehrere Wettbewerbe umfassen. Zum Beispiel gilt Ski Alpin als Disziplin, während die Alpine Kombination als Wettbewerb gilt.
Der Startabstand der Sportler betrug, wenn es keinen Sturz auf der Piste gegeben hat, 60 Sekunden; die Zeitnahme erfolgt vollelektronisch und gestattet Genauigkeiten von 1/100 Sekunden. Eine wichtige Änderung zu den Startintervallen beschloss der FIS-Kongress am 18./19. Mai 1979 in Nizza: sie können nun bis zu 120 Sekunden ausgeweitet werden. Dies wurde im Interesse von TV-Aufnahmen adaptiert.

### Abfahrt
Die Abfahrt, exakt als Spezialabfahrt bezeichnet, gilt für viele als die Königsdisziplin des alpinen Skisports, da sie nicht nur anspruchsvolle Kurven, Sprünge und Gleitphasen beinhaltet, sondern auch sehr hohe Geschwindigkeiten von bis zu 150 km/h aufweist und deshalb neben ausgereifter Technik auch Mut und hohen Krafteinsatz von den Läufern verlangt. Die Abfahrt weist die längste Strecke aller Wettbewerbe auf und ist nach dem Slalom der zweitälteste alpine Skiwettbewerb. Vor einem Rennen finden ein bis drei Trainingsläufe statt, damit sich die Fahrer den Streckenverlauf genau einprägen können. Bei einem Abfahrtswettbewerb absolvieren alle Skiläufer im Gegensatz zu den Slalomdisziplinen nur einen Lauf, ausnahmsweise werden jedoch bei schlechten Bedingungen auf einem Teil der Piste sogenannte „Sprintabfahrten“ mit kürzerer Strecke und zwei Durchgängen durchgeführt. Der Läufer mit der schnellsten Zeit ist Sieger.
Vor dem eigentlichen Start muss jeder Sportler einen sturzfreien Trainingslauf absolvieren. Die Erbauer dieser Strecken planen eine Mindestmenge an Schwierigkeiten ein wie drei lange Sprünge, Kompressionen o. ä.

### Super-G
Der Name Super-G steht für Super Giant Slalom, also Super-Riesenslalom. Der Super-G wurde 1982 als Wettbewerb in den Weltcup-Kalender aufgenommen und ist nach der Abfahrt der zweitschnellste Wettbewerb im alpinen Skisport. Die Strecke beim Super-G ist zwar kürzer als bei der Abfahrt, aber technisch anspruchsvoller, da es mehr Richtungstore gibt, die zudem enger gesetzt sind. Gemeinsam mit der Abfahrt zählt der Super-G zu den so genannten „Speed-Wettbewerben“, die von den Sportlern und Sportlerinnen vor allem Kraft, Ausdauer und Mut verlangen. Wie bei der Abfahrt entscheidet eine Laufzeit über das Resultat.

### Riesenslalom
Der Riesenslalom (englisch Giant Slalom (GS)) wird auch als Riesentorlauf (RTL) bezeichnet. Die zu umfahrenden Tore sind so gesetzt, dass ständige Richtungswechsel erfolgen. Da ein Riesenslalom-Kurs weniger Tore aufweist als ein Slalom und diese auch in einem größeren Abstand zueinander stehen, sind bedeutend weniger Schwünge erforderlich, wodurch die Rennläufer höhere Geschwindigkeiten erreichen. Gemeinsam mit dem Slalom zählt der Riesenslalom zu den so genannten Technik-Wettbewerben. Beim Riesenslalom werden zwei verschiedene Läufe mit unterschiedlicher Kurssetzung auf der gleichen Piste absolviert. Dabei kann es aber unterschiedliche Streckenführungen geben, wonach nur Start und Ziel am selben Ort sind, der erste Lauf aber auf der rechten Seite der Piste, der zweite auf der linken (oder umgekehrt) ausgetragen werden könnten. Dies hängt vom Ausmaß der Piste (manchmal auch bloß von den gegebenen Schneeverhältnissen) ab. Beide Läufe finden am selben Tag statt. Die beiden Laufzeiten werden addiert, die schnellste Gesamtzeit bedeutet den Sieg.

### Slalom
Der Slalom, auch als Torlauf bezeichnet, ist der älteste Wettbewerb im alpinen Skisport und wird vornehmlich als der technisch anspruchsvollste Wettbewerb bezeichnet. Slalomkurse haben sehr kurze Torabstände, die extrem schnelle Richtungswechsel erfordern. Die Fahrtlinie der Skis führt sehr nahe an den Stangen vorbei, weshalb die Stangen mit den Händen oder Beinen weggekippt werden, um den Körper-Schwerpunkt möglichst nahe an der Falllinie zu halten. In Slalomwettbewerben werden wie im Riesenslalom zwei verschiedene Läufe auf der gleichen Piste absolviert und die Zeiten beider Läufe addiert. Diverse Slalomhänge lassen sehr unterschiedliche Streckenführungen für beide Läufe zu, so z. B. in Wengen oder Kitzbühel, wo die Topographie beider Läufe sich stark unterscheiden kann (Start und Ziel befinden sich allerdings an derselben Stelle). Der Rennläufer mit der niedrigsten Gesamtzeit hat gewonnen.

### Kombinationswettbewerbe
Es gibt verschiedene Kombinationswettkämpfe, die Super-Kombination, die klassische alpine Kombination und Sonderformen.
Für Super-Kombinationswettbewerbe werden eigene Teilwettbewerbe durchgeführt. Bei Super-Kombinationswettbewerben zählt im Gegensatz zu klassischen alpinen Kombinationswertungen aus eigenständigen Einzelwettbewerben nur das Gesamtergebnis aus zwei Läufen. Sonderformen von Kombinationswettkämpfen sind Triple- und Quadruple-Wettbewerbe. Der Durchführungsmodus von Kombinationswettbewerben hat sich im Lauf der Zeit immer wieder stark verändert und sorgt häufig für Kontroversen zwischen den Vertretern der FIS und den nationalen Verbänden. Die Super-Kombination ist eine neue Variante der früheren alpinen Kombination und besteht aus nur einem Slalomlauf sowie einer verkürzten Abfahrt oder einem Super-G-Lauf. Beide Läufe werden am selben Tag innerhalb eines möglichst kurzen Zeitabstand durchgeführt. 2005 wurde die erste Super-Kombination als Weltcup-Wettbewerb ausgetragen. 2007, bei den Alpinen Skiweltmeisterschaften in Åre wurde die Super-Kombination erstmals bei einem Großereignis durchgeführt. Die klassische alpine Kombination wurde aus dem Programm gestrichen.

### Parallel-Wettbewerbe
Bei Parallelwettbewerben werden zwei möglichst identische Kurse nebeneinander gesetzt, die immer gleichzeitig von zwei Läufern befahren werden. In der Regel absolvieren die Läufer jeden der beiden Kurse, um geländemäßige Ungleichheiten zu egalisieren. Parallelwettbewerbe werden meistens im K.-o.-System ausgetragen. Der Läufer mit der schnellsten Zeit aus beiden Läufen kommt eine Runde weiter. Die Parallelrennen werden meistens als weiter gesetzter Slalom, manchmal als Riesenslalom durchgeführt. Parallelwettbewerbe wurden zunächst bei so genannten „Profi-Rennen“, einer Abspaltung vom FIS Weltcup, gefahren. 1975 wurde der erste Parallelslalom im Weltcup beim Saisonfinale in Gröden durchgeführt. Von 1998 bis 2010 standen keine Parallelrennen im Weltcupkalender. Seit 2011 ist das Parallelrennen als City Event fester Bestandteil des Weltcups. An den Weltmeisterschaften von Cortina d’Ampezzo 2021 wurden erstmals Parallelrennen als Einzeldisziplinen abgehalten.

### K.-o.-Wettbewerbe
Bei K.-o.-Wettbewerben findet zunächst ein Qualifikationslauf auf einem ersten Kurs statt. Das 30-köpfige Feld der nächsten Runde ergibt sich aus den Zeiten. Anschließend findet ein erster Lauf mit Duellen „Platz 16 gegen Platz 15“ bis „Platz 30 gegen Platz 1“ auf einem zweiten Kurs statt. Das 18-köpfige Feld der nächsten Runde ergibt sich aus den 15 Duellen sowie 3 Lucky Losern. Anschließend findet ein zweiter Lauf mit Duellen „Platz 10 gegen Platz 9“ bis „Platz 18 gegen Platz 1“ auf einem dritten Kurs statt. Das 9-köpfige Feld der nächsten Runde ergibt sich aus den 9 Duellen. Schließlich findet der Finallauf auf dem dritten Kurs statt. Das Endergebnis ergibt sich aus den Zeiten der beiden letzten Runden.

### Mannschaftswettbewerbe
Es existieren unterschiedliche Varianten des Mannschaftswettbewerbs. Der Mannschaftswettbewerb auf Profi-Ebene wurde von 2005 bis 2009 im Modus Combined Team Event (Super-G und Slalom) ausgetragen und wird seit 2010 im Modus Alpine Team Event (Parallel-Riesenslalom) ausgetragen.

## Veranstaltungen
Die FIS unterscheidet sechs Typen von Veranstaltungen:

### Olympische Spiele, Weltmeisterschaften und Juniorenweltmeisterschaften
Die höchste Kategorie umfasst die Großveranstaltungen Olympische Spiele, Weltmeisterschaften und Juniorenweltmeisterschaften.
Ski Alpin wurde bei den Olympischen Spielen erstmals 1936 in Garmisch-Partenkirchen ausgetragen. 1940 und 1944 entfiel die Veranstaltung aufgrund des Zweiten Weltkriegs. Zwischen St. Moritz 1948 und Albertville 1992 wurde die Veranstaltung alle vier Jahre an wechselnden Orten ausgetragen. Seit Lillehammer 1994, wo schon nach zwei Jahren wieder Olympische Spiele durchgeführt wurden, wird die Veranstaltung erneut in diesem Turnus ausgetragen.
Die Weltmeisterschaften wurden zunächst zwischen Mürren 1931 und Zakopane 1939 jedes Jahr an wechselnden Orten ausgetragen. Zwischen 1940 und 1947 entfielen die Weltmeisterschaften aufgrund des Zweiten Weltkriegs. Zwischen St. Moritz 1948 und Schladming 1982 wurden die Weltmeisterschaften alle zwei Jahre ausgetragen, wobei abwechselnd die Wettbewerbe im Ski Alpin bei den Olympischen Spielen gewertet wurden oder eigenständige Wettbewerbe durchgeführt wurden. Seit Bormio 1985, wo erst nach drei Jahren wieder Weltmeisterschaften durchgeführt wurden, werden die Weltmeisterschaften erneut in diesem Turnus ausgetragen, wobei seitdem grundsätzlich eigenständige Wettbewerbe durchgeführt werden. 1995 entfielen die Weltmeisterschaften aufgrund von Schneemangel und wurden erst 1996 in Sierra Nevada ausgetragen.
Die Juniorenweltmeisterschaften werden bereits seit Auron 1982 jedes Jahr an wechselnden Orten ausgetragen.

### Weltcup
Der Weltcup ist die höchste Rennserie und wird im Winterhalbjahr auf der Nordhalbkugel ausgetragen.

### Kontinentalcups
Kontinentalcups sind Rennserien unterhalb des Weltcups und werden im Winterhalbjahr auf dem jeweiligen Kontinent ausgetragen.
Neben dem Europacup gibt es den Nor-Am Cup und den Far East Cup sowie den South American Cup und den Australia New Zealand Cup.

### Internationale Wettkämpfe
Internationale Wettkämpfe sind Rennen außerhalb des Weltcups und außerhalb von Kontinentalcups.
Sie werden häufig als FIS-Rennen bezeichnet.

### Wettkämpfe mit besonderen Zulassungsbestimmungen und/oder Qualifikation
Wettkämpfe mit besonderen Zulassungsbestimmungen und/oder Qualifikation werden in Artikel 201.1 der Internationalen Wettkampfordnung geregelt.

### Wettkämpfe mit Nichtmitgliedern der FIS
Wettkämpfe mit Nichtmitgliedern der FIS werden in Artikel 201.2 der Internationalen Wettkampfordnung geregelt.

## Ausrichtung von Skirennen

### Überblick
Die Organisation und Durchführung von Skirennen, die im Kalender der FIS geführt werden, unterliegt der internationalen Wettkampfordnung (IWO). An den im FIS-Kalender ausgeschriebenen Wettkämpfen sind von den nationalen Skiverbänden gemeldete Wettkämpfer mit gültiger FIS-Lizenz im Rahmen der jeweils gültigen Quoten teilnahmeberechtigt. Diese Wettkämpfe müssen durch einen Technischen Delegierten der FIS überwacht werden.
Neben Skirennen für Rennläufer mit FIS-Lizenz werden in vielen Skigebieten auch Skirennen für Hobbysportler ausgetragen, die in Ablauf und Reglement meistens an die Basisregeln der FIS angelehnt sind. Bei diesen Publikumsrennen, oft auch Hobby- oder Gästerennen genannten Veranstaltungen, handelt es sich meist um einfach ausgesteckte Slalomläufe mit kürzerer Streckendistanz und geringer Hangneigung.

### Rennstrecken
Die Abfahrtspisten wurden zu Beginn des Alpinskilaufs nicht besonders vorbereitet, nach dem Zweiten Weltkrieg wurden sie gewalzt oder festgetreten. Seit etwa 1990 werden sie gesondert vereist. Im 21. Jahrhundert erfolgt durch Nutzung des GPS eine Zentimeter-genaue Vermessung der Strecke, die Kurvenradien werden mit Computerhilfe berechnet (Jahr 2001). Seit dem Winter 2001 streuen die Organisatoren zur zusätzlichen Markierung der Kurven um die Tore Farbpulver auf den Schnee. Seit etwa 2000 erhalten einige Pisten auch Namen nach international bedeutenden Alpin-Skiläufern.
Alpine Ski-Rennstrecken, auf denen von der FIS anerkannte Wettbewerbe ausgetragen werden (z. B. die Strecken für Weltcups), müssen von der FIS zugelassen (homologiert) sein und genau festgelegte Standards der Präparierung und Sicherheit für den jeweiligen Wettkampf erfüllen. Die Einhaltung dieser Standards wird von der Renn-Jury unter Führung von Rennleiter und technischem Delegierten der FIS überwacht.
Zu den wichtigen Sicherheitsvorkehrungen zählen durch Fangnetze und Polsterungen gesicherte Sturzräume und eine, den Gegebenheiten angepasste, Kurssetzung. Die Präparierung der Rennpisten erfolgt im Hinblick darauf, allen Teilnehmern annähernd gleiche Bedingungen zu bieten. Aus diesem Grund wird auf eine möglichst kompakte und gleichmäßige Schneedecke Wert gelegt, die durch physikalische und chemische Präparierungsmethoden erzielt wird.
In einigen Skigebieten (z. B. Frankreich, Gebiet La Plagne) wird zur Qualitätsüberwachung der Abfahrtspisten mit modernstem Gerät gearbeitet. Das System GeoStation, ursprünglich für die Kontrolle des Straßenzustandes entwickelt, kombiniert 3D-Luftaufnahmen (die zu einer digitalisierten kartografischen Datenbank zusammengestellt wurden) mit GPS und liefert so ständig aktualisierte umfassende Informationen über den Zustand der Pistenbeläge einschließlich Topografie, Schwierigkeiten, Vegetation, Empfehlungen zur Zustandserhaltung.
Einige besonders lange und steile Hänge mit vielen Schikanen sind inzwischen international gut bekannt, dazu gehören:
- die Streif,
- die Lauberhornabfahrt in der Schweiz,
- der Mount Aspen in den USA.

Die Torstangen sind spezielle genormte Konstruktionen (Kippstangen), die bei Körperkontakt möglichst wenig Widerstand bieten.

## Technik und Material
Bei der Technik werden im alpinen Skisport insbesondere verschiedene Schwünge unterschieden.
Zum Material zählen die Ski, die Skistöcke, die Skibindungen, die Skischuhe und der Skirennanzug. Dazu kommen Sicherheitsausrüstungen. Es gilt eine Helmpflicht. Des Weiteren werden oft Airbags oder schnittfeste Unterwäsche verwendet.